# All Together Now (Austrália)
All Together Now é um reality de competição australiano que foi ao ar na Seven Network, apresentado por Julia Zemiro e Ronan Keating. É baseado no reality britânico de mesmo nome, All Together Now.

## Formato
Em cada episódio, uma variedade de cantores sobem ao palco, mas aguardando para julgar cada performance é "The 100" - um painel exclusivo de cem especialistas em música e artistas de toda a Austrália, liderado pelo ex-vocalista do Boyzone, Ronan Keating.

### As eliminatórias
Durante cada eliminação, os artistas tentam superar os seus competidores para conseguir um lugar nos três primeiros pódios.. Sempre que um intérprete tiver uma pontuação alta o suficiente para um lugar no pódio, o ato em 3º lugar é eliminado como resultado.
De cada eliminação, dois atos passam para a final da série. Uma vez que todos os atos tenham cantado, o 1º colocado com a maior pontuação automaticamente passa. Os atos na 2º e na 3º cantam um contra o outro e o vencedor desse canto ganha o segundo lugar de qualificação.
Antes de filmar, todos os artistas escolhem a música que querem cantar. Os The 100 aprendem as letras de todas as músicas antes do show, mas elas não sabem quem vai sair e cantar as músicas para eles. Cada música tem aproximadamente 90 segundos de duração, mas o importante é que os The 100 só podem participar nos 60 segundos finais, conforme indicado por uma mudança de iluminação. Isso significa que os The 100 têm a mesma quantidade de tempo para participar do canto para cada ato.

### Tie-breaks
No caso de uma pontuação empatada, os The 100 revisam as performances completas de ambos os atos em monitores em estúdio. Cada membro dos The 100 decide qual deles prefere e vota pressionando o botão. O ato com o maior número de votos ocupa o seu lugar no pódio, o que significa que o ato com menos votos ou cai no pódio ou sai da competição. No caso de o voto de desempate também ser empatado, Geri Horner, como capitã dos The 100, tem o voto de desempate.

### The sing-off
Para o canto no final do show, as pontuações são zeradas e o 2º e 3º colocados tocam uma nova música escolhida de uma determinada lista. No caso de ambos os atos desejarem cantar a mesma música daquela lista final, o executor em 2º lugar tem prioridade.

### A final e o prêmio
Na final, os dez finalistas (o primeiro colocado e o vencedor de cada eliminação) se apresentam novamente em frente ao The 100 com uma nova música. Desta vez, todos os três artistas que terminam nos três primeiros lugares no pódio cantam novamente e o ato com a maior pontuação após este último canto ganha a série e, com ele, o prêmio em dinheiro de $100,000.

## The 100 e os artistas
The 100
The 100 são uma gama de especialistas em música e artistas de toda a Austrália. Eles são lançados para incluir uma mistura diversificada de idades, origens e uma variedade de gêneros musicais. Como capitão dos The 100, o voto de Ronan não tem peso extra. A única vez que o voto de Ronan tem precedência é no caso de uma votação empatada no Tie Break.
Os artistas
Os artistas são uma mistura de solistas e grupos. Eles são lançados para incluir uma gama diversificada de idades, origens e gêneros, incluindo pop, rock, soul, jazz, musicais e clássicos. O elenco foi aberto a todos e o programa atraiu artistas com experiência mínima em performance pública através de artistas experientes que apareceram em grandes palcos e teatros. 
Os membros dos The 100 incluem:
- Ronan Keating, ex-membro da Boyzone[6]